# Le Mans 24-timmars 2009
Le Mans 24-timmars 2009 kördes i fyra klasser. Sammanlagda vinnare av tävlingen och LMP1 blev Peugeot med bil nummer 9, körd av Marc Gené, Alex Wurz och David Brabham.

## Sammanlagt
| Plats | Förare                                               | Märke             | Varv |
| ----- | ---------------------------------------------------- | ----------------- | ---- |
| 1     | Marc Gené Alex Wurz David Brabham                    | Peugeot           | 382  |
| 2     | Franck Montagny Stéphane Sarrazin Sébastien Bourdais | Peugeot           | 381  |
| 3     | Tom Kristensen Allan McNish Rinaldo Capello          | Audi              | 376  |
| 4     | Tomáš Enge Jan Charouz Stefan Mücke                  | Lola Aston Martin | 373  |
| 5     | Olivier Panis Nicolas Lapierre Soheil Ayari          | ORECA             | 370  |
| 6     | Nicolas Minassian Christian Klien Pedro Lamy         | Peugeot           | 369  |
| 7     | Charles Zwolsman Narain Karthikeyan André Lotterer   | Audi              | 369  |
| 8     | Christophe Tinseau Bruce Jouanny João Barbosa        | Pescarolo         | 368  |
| 9     | Christian Bakkerud Christijan Albers Giorgio Mondini | Audi              | 360  |
| 10    | Casper Elgaard Kristian Poulsen Emmanuel Collard     | Porsche           | 357  |

### LMP1
| Plats | Förare                                               | Märke             | Varv |
| ----- | ---------------------------------------------------- | ----------------- | ---- |
| 1     | Marc Gené Alex Wurz David Brabham                    | Peugeot           | 382  |
| 2     | Franck Montagny Stéphane Sarrazin Sébastien Bourdais | Peugeot           | 381  |
| 3     | Tom Kristensen Allan McNish Rinaldo Capello          | Audi              | 376  |
| 4     | Tomáš Enge Jan Charouz Stefan Mücke                  | Lola Aston Martin | 373  |
| 5     | Olivier Panis Nicolas Lapierre Soheil Ayari          | ORECA             | 370  |
| 6     | Nicolas Minassian Christian Klien Pedro Lamy         | Peugeot           | 369  |
| 7     | Charles Zwolsman Narain Karthikeyan André Lotterer   | Audi              | 369  |
| 8     | Christophe Tinseau Bruce Jouanny João Barbosa        | Pescarolo         | 368  |
| 9     | Christian Bakkerud Christijan Albers Giorgio Mondini | Audi              | 360  |
| 10    | Pierre Ragués Franck Mailleux Didier André           | Courage           | 344  |

### LMP2
| Plats | Förare                                           | Märke     | Varv |
| ----- | ------------------------------------------------ | --------- | ---- |
| 1     | Casper Elgaard Kristian Poulsen Emmanuel Collard | Porsche   | 357  |
| 2     | Benjamin Leuenberger Jonny Kane Xavier Pompidou  | Lola      | 343  |
| 3     | Jacques Nicolet Richard Hein Jean-François Yvon  | Pescarolo | 325  |

### GT1
| Plats | Förare                                         | Märke        | Varv |
| ----- | ---------------------------------------------- | ------------ | ---- |
| 1     | Johnny O'Connell Jan Magnussen Antonio García  | Chevrolet    | 342  |
| 2     | Xavier Maassen Yann Clairay Julien Jousse      | Chevrolet    | 336  |
| 3     | Lucas Lichtner-Hoyer Thomas Gruber Alex Müller | Aston Martin | 294  |

### GT2
| Plats | Förare                                       | Märke   | Varv |
| ----- | -------------------------------------------- | ------- | ---- |
| 1     | Jaime Melo Pierre Kaffer Mika Salo           | Ferrari | 329  |
| 2     | Fabio Babini Matteo Malucelli Paolo Ruberti  | Ferrari | 327  |
| 3     | Tracy Krohn Eric van de Poele Niclas Jönsson | Ferrari | 321  |